# Пінчин
Пінчин (пол. Pinczyn, нім. Pinschin) — село в Польщі, у гміні Зблево Староґардського повіту Поморського воєводства.
Населення — 2404 особи (2011).
У 1975-1998 роках село належало до Гданського воєводства.

## Демографія
Демографічна структура станом на 31 березня 2011 року:
|          | Загалом | Допрацездатний вік | Працездатний вік | Постпрацездатний вік |
| -------- | ------- | ------------------ | ---------------- | -------------------- |
| Чоловіки | 1192    | 301                | 818              | 73                   |
| Жінки    | 1212    | 303                | 734              | 175                  |
| Разом    | 2404    | 604                | 1552             | 248                  |